# Renovar Europa
Renovar Europa (en anglès: Renew Europe) és un grup polític format a la ix legislatura del Parlament Europeu. Se'l considera el successor del Grup de l'Aliança dels Liberals i Demòcrates per Europa, més conegut com a ALDE, integrant a aquests últims, a la delegació d'eurodiputats francesos electes per la llista Rennaissance vinculada a la República en marxa i per la coalició romanesa formada per la USR i el PLUS. El grup es va constituir per primera vegada amb 108 eurodiputats.

## Història
Al maig de 2019, en un debat previ a les eleccions al Parlament Europeu, Guy Verhofstadt, president del Aliança dels Liberals i Demòcrates per Europa va anunciar que després de les eleccions estaria destinat a dissoldre's i crear una nova aliança amb la llista Renaissance encapçalada per La República En Marxa. Durant, i després de, les eleccions europees, el grup es va denominar de forma temporal com ALDE més Renaissance més USR Plus. El nou grup va anunciar el seu nom definitiu el 12 de juny de 2019 després de formar l'aliança amb LREM. El 19 de juny de 2019, es va anunciar que Dacian Cioloș, exprimer ministre de Romania, va ser triat com a primer president del grup, imposant-se al seu contrincant Sophie in 't Veld per 64 vots a 42.
Per a les eleccions al Parlament Europeu de 2024 va designar com a candidat a presidir la Comissió Europea l'italià Sandro Gozi, secretari general del Partit Demòcrata Europeu.

## Membres actuals (10è Parlament Europeu)
| Estat         | Partit Nacional                                                                               | Partit UE | Partit UE  | Eurodiputats |
| ------------- | --------------------------------------------------------------------------------------------- | --------- | ---------- | ------------ |
| Àustria       | NEOS – La Nova Austria i Fòrum Liberal NEOS – Das Neue Österreich und Liberales Forum (NEOS)  |           | ALDE Party | 2 / 20       |
| Bèlgica       | Liberals i Demòcrates Flamencs Open Vlaamse Liberalen en Democraten (Open VLD)                |           | ALDE Party | 1 / 22       |
| Bèlgica       | Moviment Reformador Mouvement Réformateur (MR)                                                |           | ALDE Party | 3 / 22       |
| Bèlgica       | Els Compromesos Les Engagés (LE)                                                              |           | EDP        | 1 / 22       |
| Bulgària      | Moviment pels Drets i les Llibertats Dviženie za prava i svobodi (DPS)                        |           | ALDE Party | 1 / 17       |
| Bulgària      | Continuem el Canvi Prodalzhavame promyanata (PP)                                              |           | Cap        | 2 / 17       |
| Dinamarca     | Venstre Venstre, Danmarks Liberale Parti (V)                                                  |           | ALDE Party | 2 / 15       |
| Dinamarca     | Partit Socioliberal Danés Radikale Venstre (B)                                                |           | ALDE Party | 1 / 15       |
| Dinamarca     | Moderats Moderaterne (M)                                                                      |           | Cap        | 1 / 15       |
| Estònia       | Partit Reformista Estonià Eesti Reformierakond (RE)                                           |           | ALDE Party | 1 / 7        |
| Estònia       | Partit del Centre Eesti Keskerakond (K)                                                       |           | ALDE Party | 1 / 7        |
| Finlàndia     | Partit del Centre Suomen Keskusta (Kesk) Centern i Finland (Centern)                          |           | ALDE Party | 2 / 15       |
| Finlàndia     | Partit Popular Suec Svenska folkpartiet i Finland (SFP)                                       |           | ALDE Party | 1 / 15       |
| França        | Renaixement Renaissance (RE)                                                                  |           | Cap        | 5 / 81       |
| França        | Moviment Demòcrata Mouvement démocrate (MoDem)                                                |           | EDP        | 4 / 81       |
| França        | Horizons                                                                                      |           | Cap        | 2 / 81       |
| França        | Unió dels Demòcrates i Independents Union des démocrates et indépendants (UDI)                |           | ALDE Party | 1 / 81       |
| França        | Itàlia Viva (dins Junts) Italia Viva                                                          |           | EDP        | 1 / 81       |
| Alemanya      | Partit Democràtic Lliure Freie Demokratische Partei (FDP)                                     |           | ALDE Party | 5 / 96       |
| Alemanya      | Electors Lliures Freie Wähler (FW)                                                            |           | EDP        | 3 / 96       |
| Irlanda       | Fianna Fáil Fianna Fáil – An Páirtí Poblachtánach (FF)                                        |           | ALDE Party | 4 / 14       |
| Irlanda       | Irlanda Independent Éire Neamhspleách (ÉN)                                                    |           | EDP        | 1 / 14       |
| Irlanda       | Independent Michael McNamara                                                                  |           | Cap        | 1 / 14       |
| Letònia       | Desenvolupament/Per! Attīstībai/Par! (AP!)                                                    |           | ALDE Party | 1 / 9        |
| Lituània      | Moviment Liberal Lietuvos Respublikos Liberalų sąjūdis (LRLS)                                 |           | ALDE Party | 1 / 11       |
| Lituània      | Partit de la Llibertat Laisvės partija (LP)                                                   |           | ALDE Party | 1 / 11       |
| Luxemburg     | Partit Democràtic Demokratische Partei (DP)                                                   |           | ALDE Party | 1 / 6        |
| Països Baixos | Partit Popular per la Llibertat i la Democràcia Volkspartij voor Vrijheid en Democratie (VVD) |           | ALDE Party | 4 / 31       |
| Països Baixos | Demòcrates 66 Democraten 66 (D66)                                                             |           | ALDE Party | 3 / 31       |
| Polònia       | Szymon Hołownia's Polònia 2050 Polska 2050 Szymona Hołowni (PL2050)                           |           | Cap        | 1 / 53       |
| Portugal      | Iniciativa Liberal Iniciativa Liberal (IL)                                                    |           | ALDE Party | 2 / 21       |
| Romania       | Unió Salvar Romania Uniunea Salvați România (USR)                                             |           | ALDE Party | 2 / 33       |
| Romania       | Partit del Moviment Popular Partidul Mișcarea Populară (PMP)                                  |           | PPE        | 1 / 33       |
| Eslovàquia    | Eslovàquia Progressista Progresívne Slovensko (PS)                                            |           | ALDE Party | 6 / 15       |
| Eslovènia     | Moviment Llibertat Gibanje Svoboda (GS)                                                       |           | Cap        | 2 / 9        |
| Espanya       | Partit Nacionalista Basc Euzko Alderdi Jeltzalea (EAJ)                                        |           | EDP        | 1 / 61       |
| Suècia        | Partit de Centre Centerpartiet (C)                                                            |           | ALDE Party | 2 / 21       |
| Suècia        | Liberals Liberalerna (L)                                                                      |           | ALDE Party | 1 / 21       |
| Unió Europea  | Total                                                                                         | Total     | Total      | 75 / 720     |

## Anteriors composicions

### 9è Parlament Europeu

Eurodiputats de Renovar Europa (2019-2024). En groc fosc estats membres amb més d'un eurodiputat, en groc clar estats amb un únic representant.

| Estat         | Partit Nacional                                                                               | Partit UE | Partit UE   | Eurodiputats |
| ------------- | --------------------------------------------------------------------------------------------- | --------- | ----------- | ------------ |
| Àustria       | NEOS – La Nova Austria i Fòrum Liberal NEOS – Das Neue Österreich und Liberales Forum (NEOS)  |           | ALDE Party  | 1 / 19       |
| Bèlgica       | Liberals i Demòcrates Flamencs Open Vlaamse Liberalen en Democraten (Open VLD)                |           | ALDE Party  | 2 / 21       |
| Bèlgica       | Moviment Reformador Mouvement Réformateur (MR)                                                |           | ALDE Party  | 2 / 21       |
| Bulgària      | Moviment pels Drets i les Llibertats Dviženie za prava i svobodi (DPS)                        |           | ALDE Party  | 3 / 17       |
| Croàcia       | Assemblea Democràtica Istriana Istarski demokratski sabor (IDS)                               |           | ALDE Party  | 1 / 12       |
| Txèquia       | ANO 2011 (ANO)                                                                                |           | ALDE Party  | 5 / 21       |
| Dinamarca     | Venstre Venstre, Danmarks Liberale Parti (V)                                                  |           | ALDE Party  | 3 / 14       |
| Dinamarca     | Partit Socioliberal Danés Radikale Venstre (B)                                                |           | ALDE Party  | 1 / 14       |
| Dinamarca     | Moderats Moderaterne (M)                                                                      |           | Cap         | 1 / 14       |
| Dinamarca     | Independent Karen Melchior                                                                    |           | Independent | 1 / 14       |
| Estònia       | Partit Reformista Estonià Eesti Reformierakond (RE)                                           |           | ALDE Party  | 2 / 7        |
| Estònia       | Partit del Centre Eesti Keskerakond (K)                                                       |           | ALDE Party  | 1 / 7        |
| Finlàndia     | Partit del Centre Suomen Keskusta (Kesk) Centern i Finland (Centern)                          |           | ALDE Party  | 2 / 14       |
| Finlàndia     | Partit Popular Suec Svenska folkpartiet i Finland (SFP)                                       |           | ALDE Party  | 1 / 14       |
| França        | Renaixement Renaissance (RE)                                                                  |           | Cap         | 13 / 79      |
| França        | Moviment Demòcrata Mouvement démocrate (MoDem)                                                |           | EDP         | 6 / 79       |
| França        | Partit Radical Parti républicain, radical et radical-socialiste (PR)                          |           | ALDE Party  | 1 / 79       |
| França        | Horizons                                                                                      |           | Cap         | 1 / 79       |
| França        | Cap Ecologia Cap écologie (CE)                                                                |           | Cap         | 1 / 79       |
| França        | Independent Jérémy Decerle                                                                    |           | Independent | 1 / 79       |
| Alemanya      | Partit Democràtic Lliure Freie Demokratische Partei (FDP)                                     |           | ALDE Party  | 5 / 96       |
| Alemanya      | Electors Lliures Freie Wähler (FW)                                                            |           | EDP         | 2 / 96       |
| Grècia        | Independent Giorgos Kyrtsos                                                                   |           | Independent | 1 / 21       |
| Hongria       | Moviment Momentum Momentum Mozgalom (Momentum)                                                |           | ALDE Party  | 2 / 21       |
| Irlanda       | Fianna Fáil – Partit Republicà Fianna Fáil – An Páirtí Poblachtánach (FF)                     |           | ALDE Party  | 2 / 13       |
| Itàlia        | Acció Azione                                                                                  |           | ALDE Party  | 2 / 76       |
| Itàlia        | Itàlia Viva Italia Viva                                                                       |           | EDP         | 1 / 76       |
| Itàlia        | Independent Marco Zullo                                                                       |           | Independent | 1 / 76       |
| Letònia       | Desenvolupament/Per! Attīstībai/Par! (AP!)                                                    |           | ALDE Party  | 1 / 8        |
| Lituània      | Moviment Liberal Lietuvos Respublikos Liberalų sąjūdis (LRLS)                                 |           | ALDE Party  | 1 / 11       |
| Luxemburg     | Partit Democràtic Demokratische Partei (DP)                                                   |           | ALDE Party  | 1 / 6        |
| Luxemburg     | Independent Monica Semedo                                                                     |           | Independent | 1 / 6        |
| Països Baixos | Partit Popular per la Llibertat i la Democràcia Volkspartij voor Vrijheid en Democratie (VVD) |           | ALDE Party  | 5 / 29       |
| Països Baixos | Demòcrates 66 Democraten 66 (D66)                                                             |           | ALDE Party  | 1 / 29       |
| Països Baixos | Volt Països Baixos Volt Nederland (Volt)                                                      |           | Volt        | 1 / 29       |
| Polònia       | Szymon Hołownia's Polònia 2050 Polska 2050 Szymona Hołowni (PL2050)                           |           | Cap         | 1 / 51       |
| Romania       | Renovació del Projecte Europeu de Romania Reînnoim Proiectul European al României (REPER)     |           | Cap         | 5 / 33       |
| Romania       | Unió Salvar Romania Uniunea Salvați România (USR)                                             |           | ALDE Party  | 2 / 33       |
| Eslovàquia    | Eslovàquia Progressista Progresívne Slovensko (PS)                                            |           | ALDE Party  | 3 / 14       |
| Eslovàquia    | Poma Jablko                                                                                   |           | Cap         | 1 / 14       |
| Eslovènia     | Moviment Llibertat Gibanje Svoboda (GS)                                                       |           | Cap         | 2 / 8        |
| Espanya       | Ciutadans - Partit de la Ciutadania Ciudadanos (Cs)                                           |           | ALDE Party  | 7 / 59       |
| Espanya       | Partit Nacionalista Basc Euzko Alderdi Jeltzalea (EAJ)                                        |           | EDP         | 1 / 59       |
| Espanya       | Independent Javier Nart                                                                       |           | Independent | 1 / 59       |
| Suècia        | Partit de Centre Centerpartiet (C)                                                            |           | ALDE Party  | 2 / 20       |
| Suècia        | Liberals Liberalerna (L)                                                                      |           | ALDE Party  | 1 / 20       |
| Unió Europea  | Total                                                                                         | Total     | Total       | 102 / 705    |

### Antics membres
| Estat      | Partit Nacional                               | Partit UE | Partit UE  | Eurodiputats |
| ---------- | --------------------------------------------- | --------- | ---------- | ------------ |
| Regne Unit | Liberal Demòcrates (Lib Dems)                 |           | ALDE Party | 16 / 70      |
| Regne Unit | Partit de l'Aliança d'Irlanda del Nord (APNI) |           | ALDE Party | 1 / 3        |
| Txèquia    | ANO 2011 (ANO)                                |           | ALDE Party | 7 / 21       |

- Al 20 de gener de 2021, el grup finalitza la filiació de Viktor Uspaskich, eurodiputat del Partit del Treball lituà.
- En març de 2021, l'eurodiputada txeca Radka Maxová marxa del grup per desavinences amb el seu partit ANO 2011.

## Resultats electorals
| Any  | Escons    | +/- | Notes                                                    |
| ---- | --------- | --- | -------------------------------------------------------- |
| 2019 | 102 / 705 | 34  | Respecte els darrers resultats del grup predecessor ALDE |
| 2024 | 77 / 720  | 25  |                                                          |

## Presidència
| President/a   | President/a | Inici               | Final  | Estat   | Partit      |
| ------------- | ----------- | ------------------- | ------ | ------- | ----------- |
| Dacian Cioloș |             | 2 juliol de 2019    | 2024   | Romania | USR         |
| Valérie Hayer |             | 25 de gener de 2024 | Actual | França  | Renaixement |

### La Mesa
La nova direcció del grup durant la desena legislatura del Parlament Europeu.
| Càrrec               | Membre                    | Partit                           | Partit Europeu | Partit Europeu |
| -------------------- | ------------------------- | -------------------------------- | -------------- | -------------- |
| President            | Valérie Hayer             | Renaixement                      |                | Cap            |
| Primer Vicepresident | William Kelleher          | Fianna Fáil                      |                | ALDE Party     |
| Secretari General    | Philip Drauz              | Bèlgica                          |                |                |
| Vice-President       | Gerben-Jan Gerbrandy      | Demòcrates 66                    |                | ALDE Party     |
| Vice-President       | João Cotrim de Figueiredo | Iniciativa Liberal               |                | ALDE Party     |
| Vice-President       | Irena Jovena              | Moviment Llibertat               |                | Cap            |
| Vice-President       | Ivars Ijabs               | Desenvolupament de Letònia       |                | ALDE Party     |
| Vice-President       | Morten Løkkegaard         | Venstre                          |                | ALDE Party     |
| Vice-President       | Dan Barna                 | USR                              |                | ALDE Party     |
| Vice-president       | Anna-Maja Henriksson      | Partit Popular Suec de Finlàndia |                | ALDE Party     |